# Domenico Grosso
Domenico Grosso (Legnano, 15 giugno 1922 – Castellanza, 13 agosto 2005) è stato un ginnasta italiano.

## Biografia
Nato nel 1922 a Legnano, in provincia di Milano, a 26 anni ha partecipato ai Giochi olimpici di Londra 1948, arrivando 5º nel concorso a squadre con 1300.3 punti insieme ad Armelloni, Figone, Fioravanti, Guglielmetti, Perego, Vadi e Zanetti e 40º nel concorso individuale con 214.1 punti, (59º con 34.6 nel corpo libero, 44º con 36.7 nel volteggio, 49º con 35.4 nelle parallele simmetriche, 33º con 36.6 alla sbarra, 60º con 34.2 agli anelli e 22º con 36.6 al cavallo con maniglie).